# 楊必進
楊必進（1477年—1552年），字抑之，號南樓，江西吉安府吉水縣湴塘人，軍籍，明朝政治人物。

## 生平
弘治十七年（1504年）甲子科江西鄉試第八十六名舉人，正德六年（1511年）中式辛未科會試第一百六名，三甲第十四名進士。授行人司行人，擢山東道監察御史，為吏部尚書陸完所忌，十四年（1519年）七月出為廣西按察司僉事，升副使。去官二十七年，卒於家。享年七十六。

## 家族
曾祖楊汝學；祖父楊韜，通判；父楊理，母曾氏；繼母胡氏；繼母劉氏。